# Gymnopilus rugulosus
Gymnopilus rugulosus là một loài nấm trong họ Cortinariaceae.